# Vívás az 1996. évi nyári olimpiai játékokon
Az 1996. évi nyári olimpiai játékokon a vívásban tíz versenyszámot rendeztek. Ez volt az első olimpia amelyen női párbajtőrben is tartottak versenyt.

## Éremtáblázat
(Magyarország eltérő háttérszínnel, az egyes számoszlopok legmagasabb értéke, vagy értékei vastagítással kiemelve)
| Az 1996. évi nyári olimpiai játékok éremtáblázata vívásban | Az 1996. évi nyári olimpiai játékok éremtáblázata vívásban | Az 1996. évi nyári olimpiai játékok éremtáblázata vívásban | Az 1996. évi nyári olimpiai játékok éremtáblázata vívásban | Az 1996. évi nyári olimpiai játékok éremtáblázata vívásban | Olimpia  |
| ---------------------------------------------------------- | ---------------------------------------------------------- | ---------------------------------------------------------- | ---------------------------------------------------------- | ---------------------------------------------------------- | -------- |
|                                                            | Ország                                                     | Arany                                                      | Ezüst                                                      | Bronz                                                      | Összesen |
| 1.                                                         | Oroszország (RUS)                                          | 4                                                          | 2                                                          | 1                                                          | 7        |
| 2.                                                         | Olaszország (ITA)                                          | 3                                                          | 2                                                          | 2                                                          | 7        |
| 3.                                                         | Franciaország (FRA)                                        | 2                                                          | 2                                                          | 3                                                          | 7        |
| 4.                                                         | Románia (ROU)                                              | 1                                                          | 1                                                          | 0                                                          | 2        |
|                                                            |                                                            |                                                            |                                                            |                                                            |          |
| 5.                                                         | Magyarország (HUN)                                         | 0                                                          | 1                                                          | 2                                                          | 3        |
| 6.                                                         | Kuba (CUB)                                                 | 0                                                          | 1                                                          | 1                                                          | 2        |
| 7.                                                         | Lengyelország (POL)                                        | 0                                                          | 1                                                          | 0                                                          | 1        |
|                                                            |                                                            |                                                            |                                                            |                                                            |          |
| 8.                                                         | Németország (GER)                                          | 0                                                          | 0                                                          | 1                                                          | 1        |
|                                                            |                                                            |                                                            |                                                            |                                                            |          |
| Összesen                                                   | Összesen                                                   | 10                                                         | 10                                                         | 10                                                         | 30       |

## Érmesek

### Férfi
| Az 1996. évi nyári olimpiai játékok férfi érmesei vívásban |                                                                                    |                                                                                                   |                                                                        |
| Versenyszám                                                | Arany                                                                              | Ezüst                                                                                             | Bronz                                                                  |
| tőr, egyéni                                                | Alessandro Puccini · Olaszország (ITA)                                             | Lionel Plumenail · Franciaország (FRA)                                                            | Franck Boidin · Franciaország (FRA)                                    |
| kard, egyéni                                               | Sztanyiszlav Pozdnyakov · Oroszország (RUS)                                        | Szergej Sarikov · Oroszország (RUS)                                                               | Damien Touya · Franciaország (FRA)                                     |
| párbajtőr, egyéni                                          | Alekszandr Beketov · Oroszország (RUS)                                             | Iván Trevejo · Kuba (CUB)                                                                         | Imre Géza · Magyarország (HUN)                                         |
| tőr, csapat                                                | Oroszország (RUS) · Dmitrij Sevcsenko · İlqar Məmmədov · Vlagyiszlav Pavlovics     | Lengyelország (POL) · Piotr Kiełpikowski · Adam Krzesiński · Ryszard Sobczak · Jarosław Rodzewicz | Kuba (CUB) · Elvis Gregory · Rolando Tucker · Oscar García Pérez       |
| kard, csapat                                               | Oroszország (RUS) · Sztanyiszlav Pozdnyakov · Grigorij Kirijenko · Szergej Sarikov | Magyarország (HUN) · Köves Csaba · Navarrete József · Szabó Bence                                 | Olaszország (ITA) · Rafaello Caserta · Luigi Tarantino · Tonhi Terenzi |
| párbajtőr, csapat                                          | Olaszország (ITA) · Sandro Cuomo · Angelo Mazzoni · Maurizio Randazzo              | Oroszország (RUS) · Alekszandr Beketov · Pavel Kolobkov · Valerij Zaharevics                      | Franciaország (FRA) · Jean-Michel Henry · Robert Leroux · Éric Srecki  |

### Női
| Az 1996. évi nyári olimpiai játékok női érmesei vívásban |                                                                                          |                                                                   |                                                                             |
| Versenyszám                                              | Arany                                                                                    | Ezüst                                                             | Bronz                                                                       |
| tőr, egyéni                                              | Laura Badea · Románia (ROU)                                                              | Valentina Vezzali · Olaszország (ITA)                             | Giovanna Trillini · Olaszország (ITA)                                       |
| párbajtőr, egyéni                                        | Laura Flessel · Franciaország (FRA)                                                      | Valérie Barlois · Franciaország (FRA)                             | Szalay Gyöngyi · Magyarország (HUN)                                         |
| tőr, csapat                                              | Olaszország (ITA) · Francesca Bortolozzi-Borella · Giovanna Trillini · Valentina Vezzali | Románia (ROU) · Laura Badea · Reka Lazăr-Szabo · Roxana Scarlat   | Németország (GER) · Anja Fichtel-Mauritz · Sabine Bau · Monika Weber-Koszto |
| párbajtőr, csapat                                        | Franciaország (FRA) · Laura Flessel · Sophie Moressée-Pichot · Valérie Barlois           | Olaszország (ITA) · Laura Chiesa · Elisa Uga · Margherita Zalaffi | Oroszország (RUS) · Marija Mazina · Julija Garajeva · Karina Aznavurjan     |

## Magyar részvétel
Az olimpián Magyarországot tizenhat vívó – tíz férfi és hat nő – képviselte. Mindegyikük legalább egy versenyszámban az első hat között végzett. A magyar vívók összesen
- egy második,
- két harmadik,
- négy negyedik,
- két ötödik és
- két hatodik

helyezést értek el, és ezzel összesen harmincegy olimpiai pontot szereztek. Ez tizenegy ponttal több, mint a magyar vívók előző olimpián elért eredménye. A legeredményesebb magyar vívó, Navarrete József egy második és egy negyedik helyezést ért el.
A következő táblázat eltérő háttérszínnel jelöli, hogy a magyar vívók mely versenyszámokban indultak, illetve feltünteti, hogy – ha az első hat között végeztek, – hányadik helyezést értek el:
| Magyar részvétel az 1996. évi nyári olimpiai játékok vívóversenyein |        |        |        |        |           |           |
| Vívó                                                                | tőr    | tőr    | kard   | kard   | párbajtőr | párbajtőr |
| Vívó                                                                | egyéni | csapat | egyéni | csapat | egyéni    | csapat    |
| Érsek Zsolt                                                         |        | 5.     |        |        |           |           |
| Fekete Attila                                                       |        |        |        |        |           | 6.        |
| Imre Géza                                                           |        |        |        |        | 3.        | 6.        |
| Kiss Róbert                                                         |        | 5.     |        |        |           |           |
| Kovács Iván                                                         |        |        |        |        | 4.        | 6.        |
| Köves Csaba                                                         |        |        |        | 2.     |           |           |
| Kulcsár Krisztián                                                   |        |        |        |        |           | 6.        |
| Marsi Márk                                                          |        | 5.     |        |        |           |           |
| Navarrete József                                                    |        |        | 4.     | 2.     |           |           |
| Szabó Bence                                                         |        |        |        | 2.     |           |           |
|                                                                     |        |        |        |        |           |           |
| Jánosi Zsuzsa                                                       |        | 4.     |        |        |           |           |
| Lantos Gabriella                                                    |        | 4.     |        |        |           |           |
| Mohamed Aida                                                        |        | 4.     |        |        |           |           |
| Hormay Adrien                                                       |        |        |        |        | 6.        | 4.        |
| Nagy Tímea                                                          |        |        |        |        | 5.        | 4.        |
| Szalay Gyöngyi                                                      |        |        |        |        | 3.        | 4.        |